# Feldjägerkorps

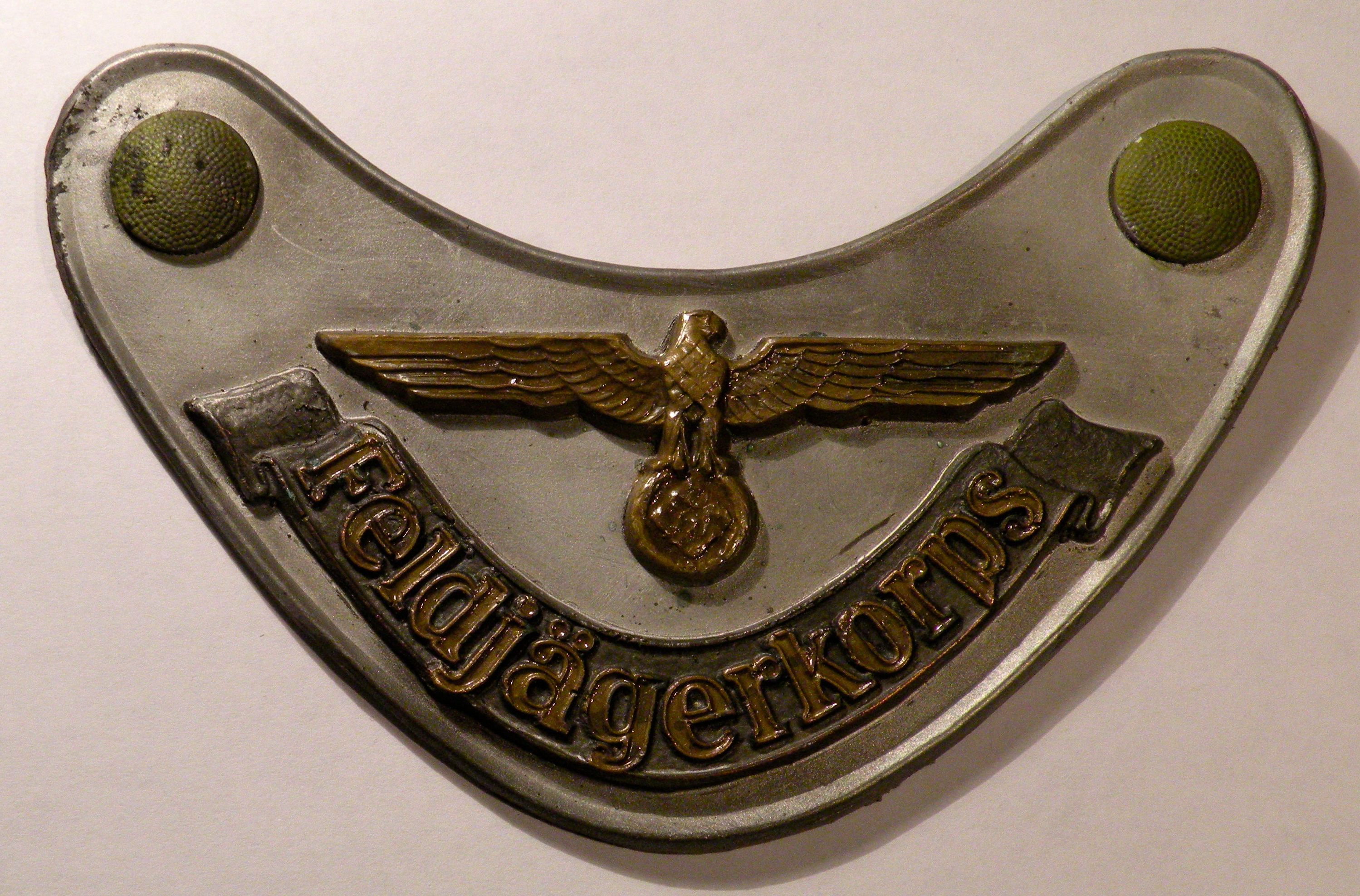
Den särskilda vaktbricka som bar av fältjägarkårens personal i tjänst.

Feldjägerkorps var en militärpolisorganisation tillhörig Wehrmacht i Nazityskland under andra världskriget. Den bildades på Adolf Hitlers order i slutet av 1943 för att bekämpa disciplinupplösning och sönderfall bland trupperna. Personalen bestod av veteraner med minst tre års krigserfarenhet och lägst dekorerade med Järnkorset av andra klassen. Fältjägarkåren var direkt underställd chefen för OKW.

## Uppgifter
Fältjägarkårens uppgifter var att:
- Upprätthålla ordning och disciplin
- Förhindra panikartade reträtter
- Samla upp eftersläntrare
- Kontrollera militära transporter och permittenter
- Gripa desertörer
- Gripa krigsfångar
- Genomföra bestraffningar

## Organisation
Fältjägarkåren bestod av tre fältjägarkommandon under befäl av fyrstjärniga generaler.
- Feldjägerkommando I (Königsberg), för östfronten.
- Feldjägerkommando II (Breslau), för västfronten.
- Feldjägerkommando III (Wien), för den södra fronten.

Varje kommando bestod först av en bataljon och sedan, från april 1944, av ett regemente om fem bataljoner. Varje regemente hade en lätt transportflyggrupp till sitt förfogande. En bataljon bestod av tre motoriserade kompanier, vardera om 30 officerare och 90 underofficerare. Grundenheten var en patrull om 1 officer + 3 underofficerare. Förbanden var grupperade cirka 20 km bakom frontlinjen.

## Befogenheter
Chefen för ett fältjägarkommando hade samma befäls- och bestraffningsrätt som chefen för en fältarmé och fältjägarkåren var överordnad alla andra militärpolisförband. Fältjägarkommandochefen kunde upplösa överflödiga militära myndigheter och inrättningar och överföra personalen och materielen till de stridande trupperna. Han kunde även avsätta alla militära chefer upp till och med fältarméchef och inleda krigsrättsförfarande. Dess vittgående befogenheter omfattade nästan allt, utom att ingripa i andra förbands taktiska ledning. Fältjägarkåren utövade sina befogenheter även gentemot Waffen-SS.

## Uniform
Fältjägarkåren bar infanteriets vita truppslagsfärg och kännetecknades genom en särskild vaktbricka med texten "Feldjäger" och en röd armbindel med påskriften: "Oberkommando der Wehrmacht – Feldjäger". Vaktbrickan och dess tillhörande kedja, vars utformning var snarlik för många militärpolisförband i Tyskland, gav upphov till öknamnet "Kettenhunde" (ty. vakthundar, kedjade hundar).

## Andra tyska fältjägarkårer

### SA-Feldjägerkorps
SA-Feldjägerkorps bildades som ett hjälppolisförband i oktober 1933 i Berlin. I april 1935 överfördes denna kår till Ordnungspolizei som Motorisierte Gendarmerie.

### Feldjägertruppe
Feldjägertruppe är idag benämningen på militärpolisen i Bundeswehr.